# Telamonini
Telamonini  (лат.) — триба равнокрылых насекомых из семейства горбаток (Membracidae). Неотропика и Неарктика (из 10 родов семь встречаются только в Северной Америке).

## Описание
Длина самок обычно более 8 мм. Дорсальный край головы с резким подъёмом у глаз. Пронотум покрывает передние крылья, обычно модифицирован с различными дорсальными выступами (исключения: род Archasia с очень высоким листовидным пронотумом; Carynota с простым округлым пронотумом), плечевые углы увеличены, но без выступов-рогов. Передние крылья с жилками R, M, и Cu разделёнными у основания, но сходящимися у вершины; с 2 или более поперечными жилками m-cu (у Smiliini в их передних крыльях жилка r-m отсутствует). Задние крылья со свободными жилками R4+5 и M1+2 (если соединёнными, то лишь на коротком расстоянии). Большинство видов это одиночные унивольтинные монофаги (как имаго, так и нимфы) Питаются на растениях из семейств Fagaceae (Quercus), Betulaceae, Cornaceae, Fabaceae, Hamamelidaceae, Juglandaceae, Oleaceae, Platanaceae, Rosaceae, Salicaceae, Tiliaceae, Ulmaceae, Verbenaceae и Vitaceae. Некоторые виды (например, Telamona ampelopidis, T. unicolor, Thelia bimaculata) имеют мирмекофильные связи с муравьями, охраняющими их от врагов.

## Систематика
10 родов. Ранее Telamonini входила в состав трибы Smiliini (в их передних крыльях жилка r-m отсутствует), принимаемой в широком таксономическом объёме, которая тогда включала более 20 родов (сейчас в ней осталось 9 родов).
- Archasia Stål, 1867
- Carynota Fitch, 1851
- Glossonotus Butler, 1877
- Heliria  Stål, 1867
- Helonica  Ball, 1931
- Palonica  Ball, 1931
- Telamona Fitch, 1851
- Telamonanthe Baker, 1907
- Telonaca Ball, 1918
- Thelia Amyot and Serville, 1843